# Elassóna
Elassóna är en kommunhuvudort i Grekland.   Den ligger i prefekturen Nomós Larísis och regionen Thessalien, i den centrala delen av landet, 250 km nordväst om huvudstaden Aten. Elassóna ligger 284 meter över havet och antalet invånare är 7 060.
Terrängen runt Elassóna är huvudsakligen kuperad, men norrut är den platt. Runt Elassóna är det ganska glesbefolkat, med 39 invånare per kvadratkilometer. Närmaste större samhälle är Týrnavos, 19,4 km söder om Elassóna. Trakten runt Elassóna består till största delen av jordbruksmark.